# Antonio Bonvisi
Antonio Bonvisi, né à la fin du XVe siècle et mort le 7 décembre 1558, est un marchand anglo-italien basé à Londres.
Il était également banquier et parfois sollicité par le gouvernement anglais ; aussi, il fut commissionné par les Italiens auprès de l'évêque de Worcester. Mécène actif, il était en bons termes avec les humanistes anglais de l'époque, et fut un ami proche de Thomas More.

## Biographie
La famille Bonvisi appartient à une ancienne famille de Lucques, descendante d’un conseiller d’Othon III au Xe siècle, dont les membres occupèrent le poste de gonfalonier dans leur ville natale. Lorsque naquit Antonio, ses parents se trouvaient peut-être déjà sur le sol anglais (son nom ne figurant pas sur les registres des naissances, il est impossible de confirmer cette information).
En 1513, Antonio Bonvisi est un marchand dont les activités sont florissantes. Cette année-là, il reçut du roi Henri VIII une remise de douane pour cinq ans en remboursement d'un prêt qu'il fit à la Couronne d'Angleterre. Son commerce reposait principalement sur la vente de laine ; aussi, il importait des bijoux et d'autres articles étrangers, dont le cardinal Wolsey fut l'un des principaux clients. En outre, il exerça au poste de banquier du gouvernement anglais, il transmit ainsi de l'argent et entretint une correspondance soutenue avec les ambassadeurs anglais établis en France, en Italie et ailleurs en Europe. Grâce à ses correspondants, et avant les membres du gouvernement anglais, il recevait des nouvelles des événements survenus à l'étranger.
Antonio Bonvisi fut un protecteur, un mécène et un ami des humanistes ; tout particulièrement ceux qui visitèrent et étudièrent en Italie, le pays de sa famille. Thomas Starkey, Thomas Wynter (fils illégitime du cardinal Wolsey), Florentius Volusenus (un humaniste écossais) et d’autres lui exprimèrent leurs obligations. Sir Thomas More, dans l'une de ses dernières lettres écrites depuis la Tour de Londres, se présente comme étant, depuis près de quarante ans, non pas un invité, mais un résident de la maison Bonvisi ; et il désigne Antonio comme le plus fidèle de ses amis. Reginald Pole fit également l'éloge de Bonvisi. Quand Marie monta sur le trône, Antonio Bonvisi servit d'intermédiaire à avec la Pologne. Il aida William Peto, qui s'enfuit aux Pays-Bas après avoir prêché un sermon contre le roi Henri VIII.
Entre 1538 et 1542, Antonio Bonvisi résida à Londres, précisément à Crosby Hall, Bishopsgate Street (Crosbyes Place fut son nom d'alors), où il mena quelques opérations immobilières. Il loua d'abord cette demeure au prieuré de Sainte-Hélène, puis il acheta le bail à More ; après la dissolution du prieuré, il l'acheta au roi. De même, Antonio Bonvisi acheta une maison sur St. Mary Axe et le terrain d'un couvent à Moulsham, près de Chelmsford. Plus tard, il vendit la maison de St. Mary Axe à Balthazar Guercy, membre distingué du College of Physicians, ancien auxiliaire médical de la reine Catherine d'Aragon.
Catholique, Antonio Bonvisi eut en aversion les principes de la Réforme. Au début du règne d'Édouard VI, ne se sentant plus en sûreté, il solda ses affaires et partit pour le continent : il céda le bail de Crosby House à ses locataires William Roper (mari de Margaret Roper, fille ainée de More) et William Rastell (fils de John Rastell), auxquels il transféra également la propriété ; presque tous furent des catholiques qui s'exilèrent avant lui. La résidence Crosby House, celle de John Clement (qui fut secrétaire de More) et celle de Guercy furent saisies par les shérifs de Londres le 7 février 1550, puis elles tombèrent dans l'escarcelle de Thomas Darcy, premier baron Darcy de Temple Hurst. Bonvisi récupéra la propriété de Corsby House sous le règne de Marie,.
Par la grâce générale concluant les actes du parlement d'Édouard VI (1553), il fut exceptionnellement pardonné, de même que le cardinal Reginald Pole, John Clement et Balthazar Guercy. Antonio Bonvisi mourut le 7 décembre 1558 et fut enterré à Louvain, laissant un neveu, Benoît Bonvisi (fils de son frère Martin), hériter de sa propriété anglaise.